# Río Chixoy
El río Chixoy o río Negro es el tercer río más caudaloso de Guatemala. En su recorrido se construyó la hidroeléctrica Chixoy, que es la principal planta generadora de electricidad en el país.

## Descripción
Es llamado Pacaranat desde sus fuentes en el altiplano de Quiché y Totonicapán, y después de su abrupta confluencia con el río Serchil toma el nombre de río Negro mientras divide Huehuetenango y el Quiché, para después internarse en este departamento y atravesarlo de oeste a este cruzando los municipios de Sacapulas, Uspantán, Chicamán y Canillá, alimentándose de afluentes como el Blanco, el Naranjo y el Amarillo hasta llegar a la represa de la Hidroeléctrica Chixoy (ubicado en las coordenadas 15°16′54″N 90°29′27″O / 15.281536, -90.490952), donde confluyen los ríos Salamá, Cala, el Chichoj y Carchela con el río Negro. 
Después de la represa las aguas del río continúan su recorrido por aproximadamente cincuenta y seis kilómetros km como río Chixoy hacia el norte, marcando los límites entre los departamentos de Alta Verapaz y el Quiché, hasta llegar a la casa de máquinas de la hidroeléctrica. A partir de allí se interna en la llamada «zona reina Quiché», en donde recibe innumerables afluentes; los más grandes son Cuatro Chorros y Sichel Suchum -provenientes de Quiché-, Salchichaj -proveniente de Alta Verapaz y el más grande de la región-, y el río Copón proveniente también del Quiché. Es justo aquí en donde termina el curso del Alto Chixoy y comienza el del Bajo Chixoy en la sección conocida como «los cañones del Peyán»; en este punto el río alcanza una profundidad máxima de metros y se estrecha hasta alcanzar tres metros de ancho; sus aguas se tornan calmas y comienza a ensancharse después de algunos rápidos hasta llegar a los cuarenta metros de ancho.
El curso del río continúa hacia el norte, serpenteando entre El Quiché y Alta Verapaz hasta llegar al municipio de Ixcán, en donde recibe al río Tzejá para comenzar a ensancharse hasta los cuatrocientos metros; luego cruza bruscamente hacia el este y recibe numerosos afluentes -entre ellos el Cantabal, Lechugal, San Simón, Limón, y el más grande de estos, el río Icbolay, logrando alcanzar así los quinientos cincuenta y un metros cúbicos de agua por segundo en San Agustín Chixoy.
Su longitud desde su nacimiento hasta el vértice Chixoy es de cuatrocientos diecisiete kilómetros; de nuevo cruza hacia el norte en donde marca la frontera con México. Desde este punto fronterizo con México el río Chixoy toma el nombre de río Salinas y sigue marcando la frontera entre Guatemala y México por otros ciento doce kilómetros, sumando así quinientos veintinueve kilómetros de largo en total, tomando sus últimos afluentes pequeños como el río Las Delicias y el río San Román, hasta llegar a la confluencia con el río La Pasión (16°28′52″N 90°32′39″O / 16.481193, -90.544167), para formar el río Usumacinta, alcanzando así los novecientos metros cúbicos de agua por segundo.